# Kawab
Kawab war ein Prinz der altägyptischen 4. Dynastie.

## Familie
Seine Herkunft ist nicht mit völliger Sicherheit zu bestimmen. Lange Zeit wurde er als ältester Sohn von Pharao Cheops und dessen Gemahlin Meritites I. angesehen. Nach dieser Sichtweise war er Kronprinz von Cheops, starb jedoch noch während der Regierungszeit seines Vaters. Nach neueren Erkenntnissen scheint er aber eher ein Sohn des Snofru und somit ein Bruder des Cheops gewesen zu sein.
Kawab war verheiratet mit seiner Schwester oder Halbschwester Hetepheres II., die nach seinem Tod die Gemahlin des Radjedef wurde. Söhne des Kawab waren Kaemsechem und Mindjedef sowie möglicherweise Duaenhor. Außerdem hatte er eine Tochter namens Meresanch III., welche Gemahlin des Pharaos Chephren war. Kawab bekleidete zahlreiche Ämter, darunter auch das des Wesirs, des höchsten Beamten nach dem König.

## Sein Grab

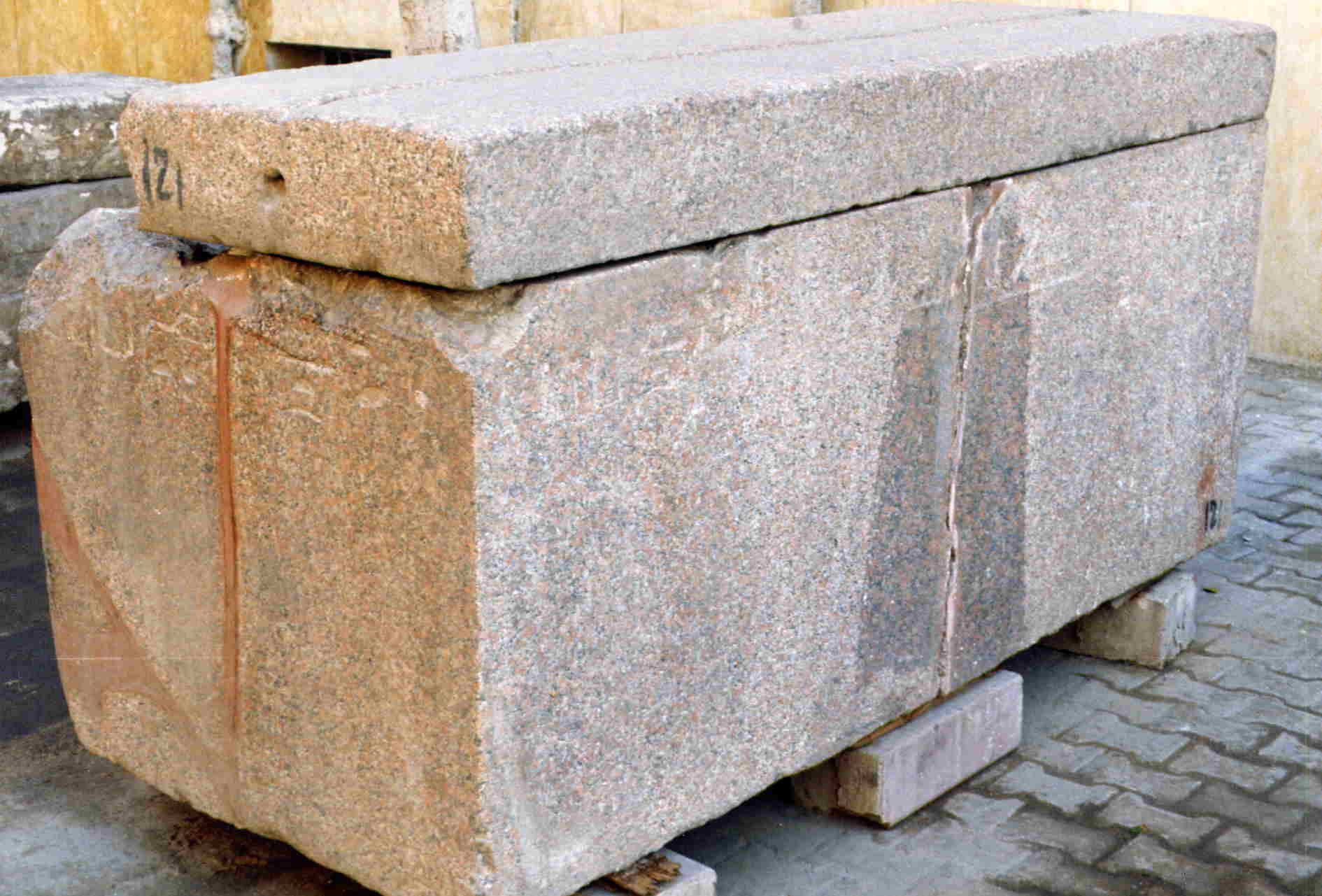
Granitsarkophag des Kawab aus seinem Grab in Gizeh

Das Grab des Kawab ist die Doppel-Mastaba G 7110-7120 auf dem Ostfriedhof der Cheops-Pyramide in Gizeh. In der Opferkapelle dieser Mastaba wurden Bruchstücke mehrerer Statuen des Kawab gefunden, die offenbar mutwillig zerstört worden waren. Insgesamt dürften es zwischen zehn und 20 Statuen gewesen sein, die in ihrer Größe etwa zwischen einem Viertel und voller Lebensgröße variieren. Unter den Fragmenten befindet sich auch der älteste bisher bekannte Fund einer Schreiberstatue. Eine weitere Statue Kawabs fand man im Tempel von Memphis. Chaemwaset, ein Sohn Ramses’ II., hatte sie restaurieren und dort aufstellen lassen.